# Casino totale
(Jean-Claude Izzo, Casino Totale, capitolo primo)
Casino totale (Total Khéops in lingua originale) è un romanzo noir scritto da Jean-Claude Izzo, pubblicato nel 1995. Primo di una trilogia (seguito da Chourmo. Il cuore di Marsiglia e Solea), il romanzo racconta la storia di un poliziotto marsigliese, figlio di immigrati italiani, Fabio Montale, catapultato in un caso che lo coinvolge personalmente: l'assassinio, dopo Manu, del suo secondo amico fraterno, Ugo. 
Con questo romanzo a Izzo, viene attribuita la creazione del genere «noir mediterraneo».

## Storia editoriale
Nel 1993 Izzo pubblicò sulla rivista Gulliver, un racconto inedito che diverrà poi la base per il romanzo pubblicato nel 1995, su insistenza di Michel Le Bris e Patrick Raynal, nella Série Noire di Gallimard con il nome di «Casino totale». Il libro ebbe un notevole successo, dando vita alla «trilogia marsigliese».

## Ambientazione

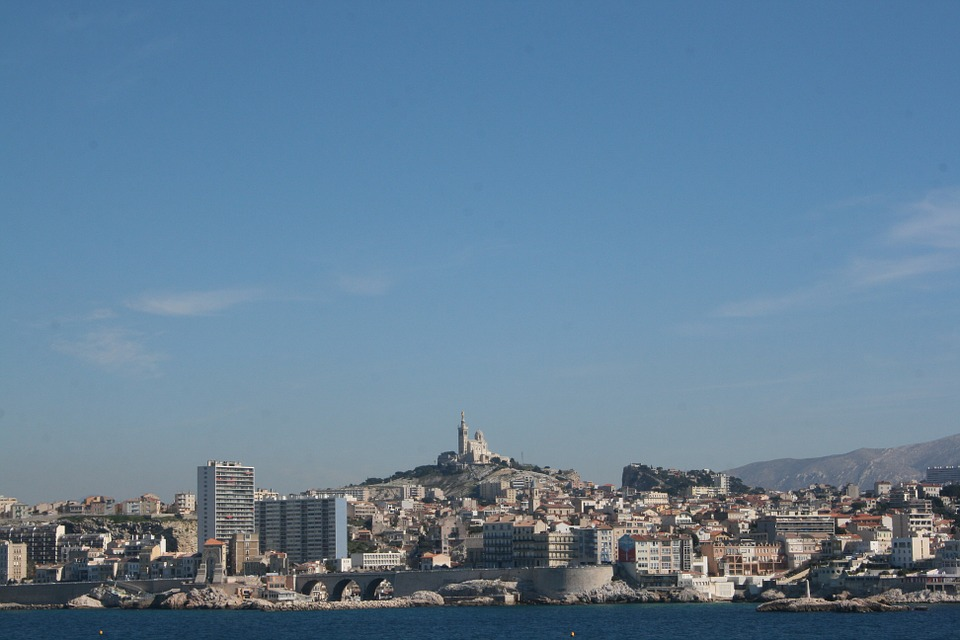
Scorcio della città di Marsiglia.

Il romanzo è ambientato a Marsiglia, città natia dello scrittore, utilizzata molte volte come ambientazione per i suoi romanzi. Nel racconto viene descritta una Marsiglia che, anche se soggetta a molteplici cambiamenti sia dal punto di vista sociale che dal punto di vista economico, è sempre caratterizzata dalla presenza di una notevole vastità di etnie. Vastità che però, come lo stesso Izzo descrive, il più delle volte viene emarginata dalla città stessa. Questo aspetto, è concretamente visibile nella descrizione del quartiere popolare, denominato con il nome di 'citè', abitato solamente da famiglie straniere e rimasto ibernato dall'inizio di questi fenomeni migratori.
Uno dei simboli di questa varietà di etnie, soggetto in primo piano di un altro romanzo di Izzo, Marinai perduti, è il porto, luogo in cui lo stesso Fabio Montale si ritroverà svariate volte, in momenti differenti della giornata e dal quale verrà attirato rievocando ricordi della propria giovinezza.

## Trama
Ugo, ragazzo marsigliese di origini italiane, è tornato a casa dopo una lunga assenza dovuta ai propri viaggi in varie parti del mondo. Il primo posto da raggiungere è Rue de Refuge, la prima persona da vedere è Lole, vecchia amica rimasta ancora in città. Il ritorno di Ugo si deve alla morte di Manu, suo amico fraterno, per cause ancora sconosciute. Grazie a Batisti, vecchia conoscenza dei due, riesce a focalizzare la persona alla quale attribuire l'omicidio, il mafioso Charles Zucca. Organizza l'omicidio nei minimi dettagli e riesce ad ucciderlo. Nella fuga tuttavia, viene intercettato dalla polizia che lo uccide. Sul posto arriva successivamente Fabio Montale, amico fraterno di Manu e Ugo. Come se non bastasse, Montale successivamente viene chiamato dal padre di Leila, ragazza conosciuta poco tempo prima a causa di un disguido, che lo informa che la ragazza è scomparsa. Montale comincia così a indagare sui due casi in maniera simultanea. Qualche sera dopo, lo stesso Montale è testimone dell'uccisione del capo del clan arabo Al Dakhil, mentre stava entrando nel locale marsigliese Le Commandarie. Dopo quest'episodio, collega l'omicidio con quello avvenuto pochi giorni prima di Zucca. Successivamente riesce, con l'amica giornalista Babette ad avere informazioni sui traffici illegali marsigliesi e sulla situazione mafiosa odierna. Qualche giorno dopo il corpo di Leila viene trovato senza vita, nudo, in una via di campagna non lontana dal ristorante della sera precedente. Grazie a qualche informazione estorta e all'aiuto, nuovamente, di Babette, Montale riesce ad individuare i soggetti che sono coinvolti sia nella morte di Manu che in quella di Leila. Quest'ultima è stata uccisa da un membro della mafia marsigliese, Toni, per gelosia. I proiettili utilizzati per uccidere Leila sono gli stessi utilizzati per Al Dakhil. Capi della banda di cui fa parte lo stesso Toni sono i fratelli Poli, Joseph ed Emile, proprietari del ristorante Le Commandarie. Emile inoltre è sposato con Simone, la figlia di Batisti, procuratore di lavori per Manu nonché colui che aveva dato in precedenza, consapevolmente, l'informazione errata riguardo all'uomo da uccidere, a Ugo. Dopo una breve storia tra la Simone e lo stesso Manu, quest'ultimo aveva deciso di tornare da Lole. Non vedendoci più dalla rabbia e dal dolore Simone lo uccide. Venuto a capo dei due omicidi, Montale torna a casa dove trova Lole ad aspettarlo, intenzionata a rimanere.

## Tematiche affrontate

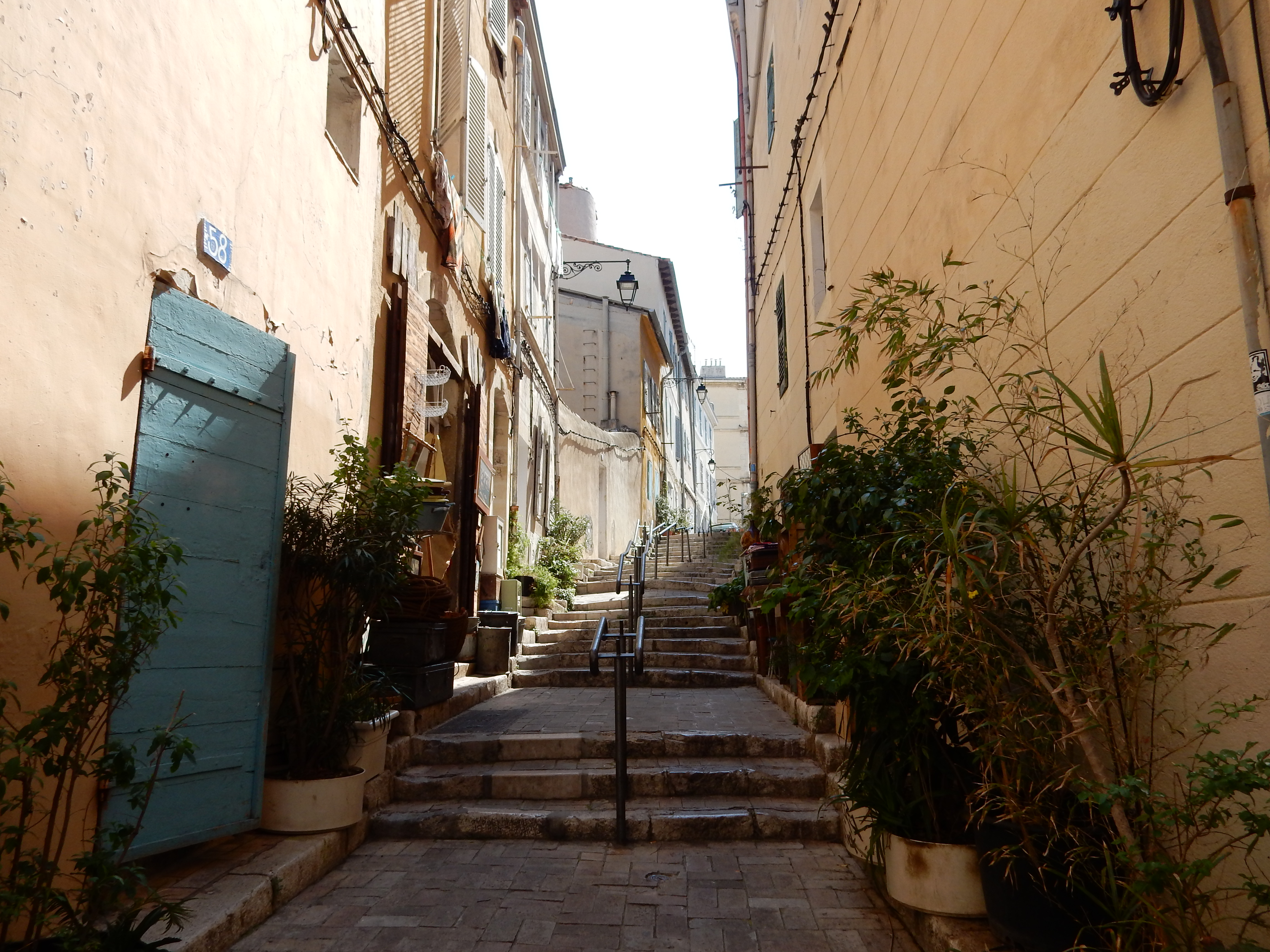
Scalinata nel quartiere Le Panier

### Immigrazione
Questo tema è uno dei principali del romanzo e viene ripreso sotto più punti di vista. Primo fra tutti Marsiglia, città che ha visto fino dai primi anni '90, un'enorme ondata di immigrazione. Oltre a ciò, lo stesso protagonista della storia, il poliziotto Fabio Montale, è figlio di immigrati italiani arrivati a Marsiglia per scappare dalla dittatura mussoliniana. Insieme a lui anche gli altri due amici fraterni, Manu e Ugo, loro stessi figli di immigrati, sono cresciuti nella citè, quartiere dove venivano «esiliate» queste ondate. È in questo quartiere che Montale si troverà, per grande parte del suo tempo, a girare per raccogliere informazioni utili ai due casi di omicidio e alle vicende che accadranno nei successivi capitoli.

### Poesia
Anche la poesia è un tema sempre evidente del romanzo. Passione dello stesso protagonista, possiamo trovare citazione estratte da opere di Louis Brauquier, poeta, scrittore e pittore marsigliese del ventesimo secolo, durante la narrazione della storia. Un altro nome citato è quello del poeta Christian Dotremont, poeta e pittore belga.

### Rap
Anche se non è il genere musicale preferito dal protagonista, la musica rap viene menzionata più volte nella narrazione, soprattutto quando le scene si spostano verso il quartiere della citè. Viene denotata come la musica che parla e denuncia le condizioni vissute nei quartieri popolari, senza che nessuno abbia la minima preoccupazione di migliorarle. Molti gruppi sono menzionati, e tra questi possiamo trovare: IAM, Suprême NTM, Massilia Sound System, Fabulous Trobadors.

### Musica
Passione che accomuna sin da subito i tre amici. In diverse occasioni Fabio racconta dei momenti passati nella propria casa al mare, ascoltando musica e leggendo libri, donatigli dall'amico libraio Antonin. Ritenute le uniche salvezze, rispetto a quel mondo che si trovavano a vivere e sopportare ogni giorno. Vengono fatti riferimenti veri e propri a canzoni di Paco de Lucía, Lightnin' Hopkins, Paolo Conte, Buddy Guy, Eric Clapton.

### Alcool
Un vizio del protagonista è l'alcool. In diverse occasioni Montale viene descritto con in mano un bicchiere di Lagavulin, di Oban o di Glenmorangie. A volte bevuto anche al posto dei pasti, l'alcool viene visto come una sorta di metodo per dimenticarsi dei molteplici problemi della vita. Ma anche per offuscare l'intera propria esistenza, molte volte detestata e maledetta dallo stesso protagonista.

### Cucina
Essendo una città «meticcia», Marsiglia riesce ad acquisire svariati aspetti dalle altre culture, anche in campo culinario. Ed è lo stesso Fabio Montale a fare scoprire ciò, ritrovandosi più volte a mangiare sia piatti tipici, sia pietanze provenienti dalle ulteriori influenze dovute alla molteplicità di etnie presenti.

-«Un crogiuolo di lingue e suggestioni trasferitosi anche nei piatti e nel fondo dei bicchieri, dando vita a quel sapore mediterraneo che partendo dalla bouillabaisse, ricchissima zuppa di pesce locale, sfiora le coste della Grecia col gusto deciso di dolmades (involtini di vite ripieni) e tarama (salsa a base di uova di carpa o merluzzo), e si rinfresca con un calice di bianco delle Cinque Terre o di rosso provenzale per poi terminare nei loukoum, dolcetti arabi di pasta aromatizzata ricoperti di zucchero a velo. E così per Fabio Montale mangiare diventa non solo un modo di immergersi in questa affascinante atmosfera multietnica, ma anche un vero e proprio atto di resistenza politica verso le crescenti tensioni razziali fomentate dall'estrema destra.»-

### Natura
È possibile notare come Izzo vada a trasferire la propria passione e ammirazione per la natura allo stesso Montale, ritenuto infatti l'alter ego dello scrittore. L'intento non è quello di descrivere solo ed esclusivamente la città di Marsiglia, con il suo Port Vieux, il suo centro, i suoi quartieri periferici, Le Panier. Ad accompagnare tutte queste descrizioni (le quali riprendono, in maniera minuziosa, tutte le vie e i lochi della città, con l'intento di dare l'illusione al lettore di essere lui stesso lì), sono presenti ulteriormente anche quelle dei paesaggi, delle coste che circondano Marsiglia. Lo stesso Montale, ogni volta che deve tornare a casa, si trova a dovere attraversare la costa che da Marsiglia va verso Cassis, fino a Les Goudes. E ogni volta possiamo constatare leggendo, come lui stesso rimanga colpito dalla bellezza della natura stessa.
-«Abitavo fuori Marsiglia. Les Goudes. Il penultimo porticciolo prima delle calanche. Si costeggia la Corniche, fino alla spiaggia del Roucas Blanc, poi si continua seguendo il mare. La Vieille-Chapelle. La Pointe-Rouge. La Camoagne Pastrèe. La Grotte-Roland. Tanti quartieri che sembrano villaggi. Poi la Madrague de Montredon. Marsiglia si ferma lì. Apparentemente. Una piccola strada tortuosa, stagliata nella pietra bianca, domina il mare. In cima, a ridosso di aride colline, il porto di Les Goudes.»-

### Amore
Aspetto che attanaglia lo stesso protagonista. Nel libro possiamo denotare come abbia a che fare principalmente con due sole donne, Lole e Leila. La prima, seduttrice di tutti e tre gli amici, riesce a «rapire» anche l'ultimo rimasto, lasciandolo però con un'incognita che lo farà tribolare per tutta la trilogia. La seconda invece, è stata l'ultima delle avventure, bruscamente interrotta dalla sua scomparsa. Tuttavia, lungo la narrazione possiamo trovare come lo stesso Montale faccia altri nomi (vengono fuori i nomi di Muriel, Carmen, Alice e Rosa) delle proprie passate amanti, includendo delle riflessioni riguardo all'unico principale problema riscontrato in ogni circostanza.«Tutto ciò, aveva sedotto parecchie donne. Non ero riuscito a tenerne neppure una. Ogni volta rivivevo la stessa storia. Quel che a loro piaceva in me, si mettevano a cercare di cambiarlo, appena sistemate nelle lenzuola nuove di una vita comune.» Caso più particolare, è quello della «amica» giornalista Babette (protagonista insieme a Montale dell'ultimo capitolo della saga, Solea). Non si riesce ad intuire bene il legame presente, venendo però palesemente fuori il fatto che tra i due ci siano stati rapporti carnali. A parte ciò, non viene mai menzionata come l'amante di una precedente storia.

### Malavita
Tema che verrà riproposto anche negli altri due capitoli della trilogia. In questo capitolo sembra essere alla base del presunto omicidio, premeditato e commissionato, di Manu. La scena si alterna tra clan minori come quello dei marsigliesi (facendo vari nomi, che verranno riproposti durante la lettura, come Zucca, Batisti, i fratelli Poli, Jacky le Mat e altri), e quello degli arabi capeggiato da Al Dakhil, detto «l'immigrato». Oltre a questi, vengono nominati altri due clan pretendenti alla supremazia sulla città, «la Nuova Camorra» organizzata da Raffaele Cutolo e «la Nuova Famiglia» dei clan Volgro e Giuliano. Attraverso la figura di Babette, Izzo riesce a fare un quadro generale della malavita e dei vari traffici illegali, presenti in Marsiglia. Descrive la scena marsigliese come bramata, e in parte comandata dalla Camorra, vista l'assenza di un boss pronto a padroneggiare la scena della città, il suddetto milieu. Vengono fatti i nomi di Carmine Alfieri, Lorenzo Nuvoletta, Michele Zazà detto «'O Pazzo». I traffici presenti e che vengono descritti sono quelli di eroina, cocaina, prostituzione e gioco d'azzardo.

## Personaggi
- Ugo: Personaggio di apertura, il suo intento rimane per un primo periodo indefinito, per poi chiarirsi prima della fine del Prologo. Figlio di immigrati italiani, amico fraterno di Manu e Fabio, Pierre Ugolini è tornato a Marsiglia, di ritorno dai suoi viaggi in giro per il mondo, per vendicare la morte di Manu. La prima persona che incontra al proprio ritorno è Lole, amica dei tre amici e amore comune tra lo stesso Manu e lui.
- Manu: All'inizio della narrazione è già deceduto. Figlio di immigrati spagnoli, Manu è l'unico dei tre che, rimasto a Marsiglia, continua con la vita che il trio aveva deciso inizialmente di intraprendere, attuando furti e rapine. È l'unico che è rimasto vicino a Lole fino alla fine.
- Lole: Figlia di immigrati arabi, è l'amore conteso tra Manu e Ugo. Nel romanzo, dopo aver incontrato Ugo, quest'ultimo le indica precisamente le azioni da fare. Prima fra tutte, lasciare Marsiglia per dirigersi verso Parigi. È possibile vedere, durante il racconto, come comunque il pensiero di lei ritorni puntualmente anche alla mente dello stesso Montale.
- Leila: Nel libro appare per la prima volta in maniera indiretta, dopo che suo padre, Muoloud, chiama Fabio per informarlo della sua scomparsa. Figlia di immigrati arabi (la madre, stando a quanto viene narrato, è morta partorendo uno dei due fratelli), primogenita di altri due fratelli, Driss e Kader, Leila è una delle tante donne presenti nella vita sentimentale dello stesso Montale. I due devono il loro incontro ad una lite avvenuta tra il fratello Driss e un negoziante, a causa di una scatola di pile. Viene descritta come una ragazza intelligente (studentessa all'università ad Aix-en-Provence, nella storia deve discutere la tesi «Poesia e dovere d'identità»), sicura di sé e bella, con « il viso di Maria Schneider in Ultimo tango a Parigi. Rotondo, con i capelli lunghi e ricci, ma neri».[4]
- Honorine: È la «madre adottiva» di Fabio Montale. Vicina di casa a Les Goudes, quartiere più famoso di tutta'America, ha assistito alla sua crescita. Dalle cene nei fine settimana che avvenivano tra canti, balli, risate e urla di bambini, dalle giornate passate dentro la casa a leggere libri e ad ascoltare musica da Manu, Ugo e Fabio, alla definitiva decisione di quest'ultimo di tornare a vivere definitivamente lì. Vedova del marito Toinou, grande appassionato di pesca, passione tramandata allo stesso Montale, viene descritta come la perfetta mamma premurosa e in perenne preoccupazione per il proprio figlio. Con la propria premura, accompagnerà Fabio per tutta la trilogia marsigliese.
- Fabio Montale: «il protagonista perfetto in questa città di una bellezza malinconica. Un poliziotto disincantato con un talento inimitabile per la vita, che volta le spalle a un corpo di polizia segnato da corruzione e razzismo e che, in nome dell'amicizia, prende la lotta alla mafia nelle sue mani».[5] Figlio di immigrati italiani, Fabio è il protagonista del romanzo e dell'intera «trilogia marsigliese». Nato nel quartiere denominato «Le Panier» ma vissuto nel quartiere italiano marsigliese, dopo essere diventato poliziotto si è ritrovato a dover ristabilire, e successivamente mantenere, un'ipotetica quiete nel quartiere in cui era cresciuto e nel quale aveva passato la propria adolescenza con Manu e Ugo. Dopo la morte dei due suoi amici fraterni deve affrontare una realtà più grossa e intricata della sua. Non convinto delle proprie scelte nella vita sotto vari fronti, con il passare del tempo riuscirà a trovare delle risposte ai molteplici quesiti posti a se stesso.
- Babette: Giornalista, attiva nella causa antimafia, è una «trombamica» di Montale. Dà una mano a quest'ultimo per quanto riguarda il caso dell'omicidio di Manu e successivamente, di Leila. Nel testo viene descritta con occhi blu, capelli lunghi e ricci e come «una vera e propria enciclopedia, carina da morire. Aveva qualcosa delle madonne di Botticelli. Ma nei suoi occhi vedevi che non era Dio a ispirarla. Con tutti i suoi piaceri.».[6]

## Narrazione
Inizialmente la narrazione della storia è affidata ad un narratore esterno, che descrive e racconta in maniera impersonale le vicende che si susseguono, dal ritorno di Ugo a Marsiglia fino alla sua morte per mano della polizia. Successivamente, con il subentrare nella storia del vero protagonista, nonché terzo amico del gruppo, Fabio Montale, la narrazione passa direttamente a quest'ultimo che racconta le proprie vicende in tempo reale e in prima persona. Inoltre, per ognuno dei 15 capitoli, per il Prologo e anche per l'Epilogo, Izzo decide di affiancare una breve citazione, la quale racchiude l'aspetto topico del medesimo capitolo e che in più di una volta viene estrapolata dal contenuto stesso delle pagine.

## Critica
«Casino totale è un proiettile vagante ad altezza d'uomo. Se lo incroci, ci resti secco.» «Casino totale» sin da subito ha ricevuto ottime recensioni da parte della critica ed è stato considerato, dagli amanti del genere, come un'autobiografia dell'autore stesso, come un'opera che va ben oltre il semplice romanzo. Lo stile di Izzo viene descritto come «affilato, con i suoi periodi corti e taglienti fende l'animo di chi legge, evoca atmosfere, odori e colori intrisi di un senso di perpetua malinconia.» La rubrica Un livre un jour della rete televisiva francese France 3 nel 2001, parlando dello stile di Izzo lo ha definito familiare, dotato di una particolare sensibilità e attraverso il quale è possibile parlare di tutto.

## La trilogia

### Chourmo. Il cuore di Marsiglia (1996)
Secondo volume della serie. Montale, dopo essersi ritirato dal servizio, deve tornare in azione andando ad indagare sulla scomparsa di Guitou, figlio di sua cugina Gèlou.

### Solea (1998)
Terzo e ultimo volume, che conclude quella che è chiamata la «trilogia marsigliese». In questo caso l'ex poliziotto si trova a dovere aiutare la sua «amica» giornalista Babette, in pericolo dopo aver indagato in maniera troppo invasiva sui traffici della mafia a Marsiglia.

## Curiosità
- Il romanzo «Casino totale» , prende il titolo originale da un termine coniato dal gruppo rap musicale di Akhenaton, gli IAM, utilizzato per la canzone Kheops Totale 2 contenuta nell'album Sad Hill. Il termine si riferisce ad una persona che si ritrova in una situazione particolarmente complessa, nella quale non riesce a trovare una via risolutiva
- L'autore dà la sua versione sull'origine del termine «Mia», reso popolare sempre dagli stessi IAM con la canzone «Je danse le Mia». Il termine deriva da una particolarità presente nel modello di macchina della causa automobilistica Lancia, la «Mia» appunto. Nella parte inferiore del finestrino, era presente un piccolo sportello il quale poteva essere aperto, per sporgere esclusivamente il gomito. Il termine viene utilizzato nel romanzo per descrivere i conducenti di tali veicoli, denominati anche con il nome di «beauf», caratterizzati da un fare volgarmente spocchioso e da un abbigliamento estroso
- Nel 2001 è stata fatta una trasposizione televisiva del romanzo, una serie di 3 lungometraggi, diretta da José Pinheiro e intitolata «Fabio Montale». Il ruolo dello stesso Montale è stato assegnato a Alain Delon
- Nel 2002, Alain Bévérini ha girato il film «Total Kheops», mantenendo il medesimo titolo del romanzo. Il film è stato interpretato da Richard Bohringer e Marie Trintignant

## Filmografia
- Fabio Montale, regia di José Pinheiro (2001)
- Total Kheops, regia di Alain Bévérini (2002)